# Jersey-djævelen
 Der er for få eller ingen kildehenvisninger i denne artikel, hvilket er et problem. Du kan hjælpe ved at angive troværdige kilder til de påstande, som fremføres i artiklen.

Jersey-djævelen (engelsk: Jersey Devil) er et mystisk væsen, som efter sigende er blevet set i den amerikanske stat New Jersey. De første beretninger er fra 1700-tallet, men også i 1909 påstod nogle folk at have set dette væsen.
Ifølge beskrivelserne har væsenet en krop som en hest, vinger som en flagermus, et hoved som en collie og horn som en vædder. Desuden går væsenet på bagbenene.

## Historien

### Myten
Ifølge en myte fra 1700-tallet var Jersey-djævelen et forhekset barn. En kvinde skulle føde et barn, men hun var blevet svigtet af den mand, som gjorde hende gravid. Kvinden havde en masse børn i forvejen og ønskede hun ville føde en djævel. Da hun fødte, kom der en stor djævel frem, som foldede sine store vinger ud og fløj sin vej. Det siges, at Jersey-djævelen ikke kan dø.

### Hændelsen
I 1909 påstod nogle folk i New Jersey at have set Jersey-djævelen. En postmester fra byen Bristol hævdede, at han tidligt om morgenen d. 17. januar havde kigget ud af vinduet og set et stort, underligt væsen, der fløj. Det havde store vinger, fire korte ben og horn der lignede en vædders.
Senere samme dag påstod to andre at have set dette væsen. De fortalte, at dyrets skrig lød som en mellemting mellem en dampfløfte og den skrattende lyd, der kommer fra en gammeldags grammofon, inden musikken starter. Dagen efter, da folk i New Jersey hørte om det, mente de, at Jersey-djævelen var på spil. Senere påstod andre folk at have set dette væsen.
Der blev rapporteret fra andre byer om mystiske fodspor i sneen. Nogle mente, at dyret var tre meter langt, mens andre mente, at det var under en meter langt. Et sted fik politiet endda ordre af borgermesteren til at skyde dyret, hvis nogen så det. Jersey-djævelen var også på forsiderne af flere aviser. Jersey-djævelen blev set flere steder på samme tid. Der blev ydermere udsat en dusør på 10.000 dollars af en direktør for en Zoologisk have i Philadelphia til den der kunne fremskaffe væsnet i levende tilstand, hvilket dog ikke lykkedes. I løbet af en uge var det ovre, og man hørte ikke mere om Jersey-djævelen. Episoden med Jersey-djævelen skyldtes muligvis massehysteri.